# Dolopie
 (mai 2025).
Si vous disposez d'ouvrages ou d'articles de référence ou si vous connaissez des sites web de qualité traitant du thème abordé ici, merci de compléter l'article en donnant les références utiles à sa vérifiabilité et en les liant à la section « Notes et références ».
La Dolopie (en grec ancien Δολοπία / Dolopía) est l'une des régions traditionnelles de la Grèce antique. 

## Géographie
La Dolopie était située entre l'Épire et la Thessalie. Elle est finalement absorbée par cette dernière. C'était un secteur montagneux dans l'angle sud-ouest de la Thessalie, situé entre le mont Tymphreste, appartenant à la chaîne du Pinde, d'un côté, et le mont Othrys de l'autre. Les Dolopes étaient, comme les Magnètes, un ancien peuple hellénique, membre de l'Amphictyonie de Delphes. Homère les mentionne comme faisant partie de la Phthie, mais ils étaient gouvernés par un chef subalterne qui leur était propre. Bien qu'appartenant à l'origine à la Thessalie, ils semblent avoir été pratiquement indépendants, et leur pays est plus tard un sujet constant de dispute entre les Étoliens et les rois de Macédoine. La seule localité de Dolopie ayant la moindre importance était Ctimène (en). D'autres de leurs villes étaient, Angeia (en) et Dolopeis, près du lac Xyniáda.

## Histoire et mythologie
Les Dolopes (Δόλοπες) étaient considérés comme des Thessaliens, ou parfois des Étoliens. Il y avait aussi un fils du dieu Hermès nommé Dolops (Δόλοψ), et des personnages dans l'Iliade : l'un est le fils de Lampos, un Troyen aîné et fils du roi Laomédon (tué par Ménélas). Un autre Dolops est le fils de Clytius, Clytides (Κλυτίδης), tué par Hector, et un troisième est le père d'Iphimaque qui a pris soin de Philoctète.